# آه هولنب
آه هولنب أو أهولنِب (بالإنجليزية: Ah Hulneb)‏ معنى الاسم هو (قاذف الرمح). ويسمى أيضًا، عين قائد الرماة، إنَّه إله الحرب في الديانة المايانية في أمريكا الوسطى والمكسيك، وهو الإله الحارس لمدينة كوزومل. ويبدو أنه كان إلهًا إقليميًا، مرتبطًا بجزيرة كوزوميل. في مدينة جزيرة تانتون، يقال إن آه هولنب قاد جيشًا. وقد دفع هذا البعض للاشتباه في أنه كان في الواقع أمير حرب المايا الذي تم تأليهه في نهاية المطاف. لسوء الحظ، لا يوجد دليل يدحض هذا الشك أو يدعمه. يترجم اسمه إلى «قاذف الرمح».